# Fundo de Amparo ao Trabalhador
Fundo de Amparo ao Trabalhador - FAT  é um fundo especial, de natureza contábil-financeira, vinculado ao Ministério do Trabalho e Emprego - MTE, destinado ao custeio do Programa do Seguro-Desemprego, do Abono Salarial e ao financiamento de Programas de Desenvolvimento Econômico. 

## Histórico
O fundamento constitucional para a criação do fundo foi originalmente assegurado no Artigo 239 da Constituição Federal, após o deputado federal constituinte José Serra durante a Assembleia Nacional Constituinte em 1987 propor uma emenda ao texto segundo a qual os recursos do PIS/Pasep deveriam financiar o programa de seguro-desemprego, criado em 1986.
O Fundo foi regulamentado por intermédio da Lei n.º 7.998, de 11 janeiro de 1990, originária das proposições PL-991/1988 de Jorge Uequed (então filiado ao PMDB-RS), PL-1922/1989 de Paulo Paim (PT-RS) e PL-2250/1989 de José Serra (PSDB-SP).
Segundo relatório da Comissão de Constituição e Justiça de dezembro 1989, o projeto originalmente apresentado por Jorge Uequed, que pretendia disciplinar o seguro-desemprego, apresentava "critérios bastante confusos que dificultariam o entendimento do trabalhador" e garantia benefícios "bastante elevados e por um longo período, o que poderia desencorajar a busca por um novo emprego" sendo "extremamente generoso na forma de cálculo do valor do benefício e no tempo de duração do mesmo, não se preocupando [entretanto] em garantir recursos para viabilizar o programa". Tendo em vista tais defeitos, o plenário aprovou o atraso da apreciação do projeto de Uequed para a anexação do projeto de Serra, que permitia a "ampliação da cobertura do número de beneficiados", "viabilizava a ampliação dos recursos para financiamento", "evitava a elevação da carga tributária", "inovava ao propor a formação de um conselho entre governo, empregados e empregador" e "mantinha os valores do abono". O projeto de Paulo Paim era muito parecido com o projeto de Serra e também foi anexado ao de Uequed, sendo o projeto final relatado pelo deputado Osmar Leitão (PFL-RJ).
O texto substitutivo acabou tramitando com o número 991-A/88, em referência à primeira proposta que era a de Uequed (PL-991/1988). Leitão acabou usando no seu texto final, que deu origem à lei 7.998 de 1990, trechos idênticos à proposta de Serra de criação do FAT.

## Custeio
A principal fonte de recursos do FAT são as contribuições para o Programa de Integração Social - PIS, criado por meio da Lei Complementar n° 07, de 7 de setembro de 1970, e para o Programa de Formação do Patrimônio do Servidor Público - PASEP, instituído pela Lei Complementar nº 08, de 3 de dezembro de 1970. O fundo também recebe receitas financeiras recolhidas pelas instituições financeiras, as quais recebem alocações de recursos do Fundo para execução de políticas públicas, e relativas as aplicações de disponibilidades em fundos extramercado.
Entre 2018 e 2022, a arrecadação da Contribuição PIS/PASEP representou 74,03% das receitas do FAT; as receitas financeiras tiveram participação de 24,71%; além de ter recebido recursos do Tesouro Nacional (0,71%), e outras receitas (multas, restituições, cota-parte de contribuição sindical), com participação de 0,55%.
Em 2022, o FAT registrou receita patrimonial de R$ 91,3 bilhões. No mesmo ano, o fundo tinha R$ 455,2 bilhões em ativos, dos quais 80,60% estavam concentrados em empréstimos ao BNDES, 10,67% em fundos extramercados e 1,32% em depósitos especiais, dentre outros valores.
O FAT integra o Orçamento da Seguridade Social.

## Destinação
Os valores depositados no FAT também são usados para fins diversos (e não somente para custeio do seguro-desemprego), como aqueles descritos nos arts. 10 da Lei 7.998/90 e 239 da Constituição Federal e nas Leis 8.019/90 e 9.365/96: financiamento do abono salarial anual, de programas de educação profissional/tecnológica e dos programas de desenvolvimento econômico (que recebem, pelo menos, 28% das contribuições para o PIS/PASEP, administrados pelo BNDES, no denominado FAT Constitucional).
Os recursos do FAT custeiam as ações de processamento de dados para pagamento dos benefícios; o Cadastro Geral de Empregados e Desempregados – CAGED; a Relação Anual de Informações Sociais - RAIS; a emissão da Carteira de Trabalho e Previdência Social – CTPS; a Classificação Brasileira de Ocupações – CBO; estudos de avaliação, campanhas educativas e informativas; a gestão do FAT e de seu Conselho Deliberativo– CODEFAT; e manutenção de parte das despesas das Superintendências e Agências que executam atividades na área Trabalho.
Além de financiar o Programa do Seguro Desemprego (com as ações de pagamento do benefício do seguro-desemprego, de qualificação e requalificação profissional e de orientação e intermediação do emprego) executado por meio do Sistema Nacional de Emprego (SINE), o FAT também financia os Programas de Geração de Emprego e Renda, cujos recursos são alocados por meio dos depósitos especiais criados pela Lei nº 8.352, de 28 de dezembro de 1991.
O FAT aplica as disponibilidades financeiras em títulos de emissão do Tesouro Nacional e em depósitos especiais.
Os depósitos especiais do FAT só podem ser aplicados nas instituições financeiras oficiais federais e são destinados a operações de crédito contratadas pelas instituições financeiras, no âmbito dos Programas de Geração de Emprego e Renda, instituídos ou apoiados pelo CODEFAT. Esses recursos são destinados à contratação de financiamentos produtivos, especialmente empreendimentos de pequeno porte (micro e pequenos empresários), cooperativas e o setor informal da economia, constituindo-se em importante instrumento de geração de trabalho, emprego e renda ao associar crédito e capacitação.
Dentre os programas apoiados por depósitos especiais do BNDES estão o Programa Nacional de Fortalecimento da Agricultura Familiar - Pronaf, o FAT - Fomentar e o FAT Infraestrutura. 
Entre 2018 e 2022, 99,49% das despesas do FAT foram executadas no âmbito de três ações orçamentárias: pagamento dos benefícios do seguro-desemprego (50,53%), do abono salarial (23,22%), e empréstimos ao BNDES (25,74%).
Em 2022, foram realizadas despesas de R$ 42,1 bilhões referentes ao seguro-desemprego (46,65%) a 6,6 milhões de pessoas e de R$ 25,9 bilhões do abono salarial (26,59%) a 24 milhões de pessoas. R$ 23,9 bilhões (26,41%) foram repassados ao BNDES. As despesas totais de 2022 representaram R$ 90,3 bilhões.

## CODEFAT
A  Lei n.º 7.998/1990 criou o CODEFAT, órgão colegiado, de caráter tripartite e paritário, composto por representantes dos trabalhadores, dos empregadores e do governo e que atua como gestor do FAT.
Dentre as principais funções do órgão, estão: elaborar diretrizes para programas e para alocação de recursos, acompanhar e avaliar seu impacto social e propor o aperfeiçoamento da legislação referente às políticas, exercer o controle social da execução destas políticas – no qual estão as competências de análise das contas do Fundo, dos relatórios dos executores dos programas apoiados, bem como de fiscalização da administração do FAT.

No âmbito das esferas estadual, do Distrito Federal e municipal, há os Conselhos do Trabalho, Emprego e Renda (CTER), com a mesma estrutura institucional do CODEFAT (caráter permanente, deliberativo, tripartite e paritário). Os participam efetivamente na execução das políticas públicas de emprego e adequam as políticas ao mercado de trabalho local, orientando sua execução e exercendo o controle social.